# Секс-робот
Секс-робот — антропоморфные секс-куклы-роботы. По состоянию на 2020 год существует лишь несколько производителей, которые готовы предложить функционирующих секс-роботов. Кроме удовлетворения сексуального характера, робот может являться собеседником или предметом эстетического наслаждения. Данное направление роботостроения в большей степени направлено на создание женских моделей, целевой аудиторией которых являются мужчины, но есть и некоторые варианты мужских моделей. 

## Устройство
Роботизированная версия реалистичной силиконовой куклы состоит из следующих элементов:
- Гибкий скелет, изготовленный из прочного алюминия.
- Кожу заменяет силиконовая имитация.
- По телу секс-куклы-роботы имеют сенсоры, которые реагируют на прикосновения.
- В голове процессор, управляющий всеми деталями скелета. Благодаря доступу к интернету программное обеспечение постоянно обновляется.

## Назначение
По сведениям Фонда ответственной роботехники, секс-роботы смогут найти применение в домах престарелых, применяться парами, состоящими в отношениях на расстоянии, или инвалидами. По данным фонда, в принципе считают возможным для себя использование секс-роботов две трети мужчин и примерно треть женщин.

## История
В 2010 году была продемонстрирована сексуальная кукла под названием Roxxxy, которая могла воспроизводить предварительно записанные речевые сигналы.
В 2012 году было объявлено решение властей Амстердама об открытии первого роботизированного борделя.
В 2014 году Дейвид Леви, шахматист и автор книги Love and Sex with Robots, сказал в интервью Newsweek: «я считаю, что любящие секс-роботы станут отличным подарком для общества… Есть миллионы людей, которые по тем или иным причинам не могут установить хорошие отношения». По его оценкам на то время, появление полноценных секс-роботов должно было произойти к середине XXI века.
В 2015 году Мэтт Макмаллен, создатель RealDoll, заявил, что намерен создать интеллектуальных секс-кукол, способных разговаривать с клиентом.
Согласно докладу Американской ассоциации содействия развитию науки, опубликованному в феврале 2016 года, роботизация в секс-индустрии с применением систем искусственного интеллекта может привести к потере рабочих мест в этой отрасли. В мае 2017 года первый европейский роботизированный бордель был вынужден переехать из Барселоны в другое место из-за жалоб проституток, которые сообщали, что роботы забирают часть их дохода.
По состоянию на 2017 год, человекоподобных роботов для секса производят четыре фирмы в мире, однако эксперты предсказывают, что в ближайшие десятилетия их производство может стать повсеместным. Цена секс-робота лежит в диапазоне от 5 до 15 тысяч долларов. По желанию заказчика кукла может быть подобрана по полу, росту, цвету волос и глаз, а также по типу личности. Данные роботы пока не очень похожи на реальных людей. Хотя общую внешность и имитацию кожных покровов уже удалось сделать весьма правдоподобной, движения и голос данных роботов далеки от реальности.
На начало 2017 года в Южной Корее, Японии и Испании действуют бордели, оснащённые секс-роботами. В Лондоне неподалеку от вокзала Паддингтон открылось первое заведение, где посетителям предлагают оральный секс в исполнении робота.

## Регулирование
В сентябре 2015 года Кэтлин Ричардсон из Университета Де Монфора и Эрик Биллинг из Университета Скуве создали организацию против подобных роботов, призывая к запрету на создание антропоморфных секс-роботов. Они утверждают, что введение таких устройств будет социально вредным и унизительным для женщин и детей.
В сентябре 2015 года японская компания SoftBank, создатель робота Pepper, ввела запрет на секс с роботами. В пользовательском соглашении на использование роботов говорится: «Владелец не должен выполнять какие-либо сексуальные действия или другие непристойные действия» с роботом.
Эксперты Фонда ответственной робототехники заявили, что следует ввести тотальный запрет на изготовление секс-роботов, которые бы внешне напоминали детей.
Возникают и другие этические, моральные, нравственные, психологические, физиологические, семейные и юридические неурегулированные вопросы с внедрением в жизнь людей секс-роботов.